# Centruroides (schorpioen)
Centruroides is een geslacht van schorpioenen uit de familie Buthidae. Het omvat soorten die voorkomen in de zuidelijke Verenigde Staten, Midden-Amerika, noordelijk Zuid-Amerika en de Antillen.

## Soorten
Tot het geslacht Centruroides behoren circa zeventig soorten, waaronder:
- Centruroides bicolor
- Centruroides edwardsii
- Centruroides granosus
- Centruroides koesteri
- Centruroides limbatus
- Centruroides panamensis
- Centruroides schmidti
- Centruroides vittatus

## Gif
Verschillende Mexicaanse Centruroides-soorten zijn zeer giftig, maar de zuidelijke soorten zijn slechts mild toxisch voor mensen. Het gif bevat cardiotoxines en neurotoxines die inwerken op voltagegevoelige natrium- en kaliumkanalen en hierdoor zorgen voor afgifte van neurotransmitters, catecholamines en inflammatoire mediatoren. Dit zorgt naast systemische effecten zoals gastro-intestinale klachten (misselijkheid, braken en diarree), transpireren en hyperthermie met name voor cardiorespiratoire complicaties, zoals hypo- of hypertensie, cardiale arritmieën (vooral sinusbradycardie en ventrikeltachycardie), hartfalen en acuut longoedeem.